# Akzessionsjahr
Der Begriff Akzessionsjahr (Ableitung von lateinisch accedere) bezieht sich auf das Jahr des Erwerbs sowie dem Zugang einer Sache, Angelegenheit oder den Zeitpunkt des erstmaligen Eintritts.

## Mesopotamische Jahreszählung
In den Chronologien der Altorientalischen Geschichtsschreibung wird die mesopotamische Bezeichnung des Akzessionsjahres im Zusammenhang der Thronfolge als Ernennungszeitpunkt zum König verwendet. Das Akzessionsjahr selbst hat immer eine unterjährige Dauer, weshalb es auch das 0. Regierungsjahr genannt wird. Es bezog sich auf den Zeitraum vor der offiziellen Ernennung zum König im Rahmen des Akitu-Festes. Das letzte Regierungsjahr des alten Königs stellte zugleich das Akzessionsjahr des neuen Herrschers dar. Als Beispiel sei das Akzessionsjahr von Nabu-kudurri-usur II. genannt, das gleichzeitig das 21. Regierungsjahr von Nabopolassar darstellte.
Die auf eine lange Tradition beruhende Art der Zählung der Regierungs- und Akzessionsjahre, die vom Monat Nisanu im März/April bis zum Adaru im Februar/März gezählt wurden, erfuhr erst durch die Seleukidische Ära ab der Herrschaft von Seleukos I. im Jahr 311 v. Chr. eine Reform. Von diesem Zeitpunkt wurde das jeweilige Regierungs- und Akzessionsjahr in Bezug auf die seleukidische Jahreszählung (SE) angegeben.  
Dementsprechend dauerte Jahr 1 SE in Babylonien von April 311 v. Chr. bis März 310 v. Chr. und beinhaltete damit zwei Jahre unseres Kalenders. Nach dem Vordringen der Parther Mitte des zweiten Jahrhunderts v. Chr. wurden die Jahre neben der SE-Zählung ergänzend nach der Arsakiden-Ära datiert.